# Polerady (ort i Tjeckien, Ústí nad Labem)
Polerady är en ort i Tjeckien.   Den ligger i regionen Ústí nad Labem, i den nordvästra delen av landet, 70 km nordväst om huvudstaden Prag. Polerady ligger 220 meter över havet och antalet invånare är 218.
Terrängen runt Polerady är platt åt sydväst, men åt nordost är den kuperad. Polerady ligger nere i en dal. Runt Polerady är det tätbefolkat, med 530 invånare per kvadratkilometer. Närmaste större samhälle är Most, 6,6 km norr om Polerady. Trakten runt Polerady består till största delen av jordbruksmark.